# Butterfly (倖田來未の曲)
「Butterfly」（バタフライ）は、日本の女性歌手、倖田來未の楽曲である。2005年6月22日にrhythm zoneより16枚目のシングルとしてリリース。

## 解説
「CDのみ」「CD＋DVD」の2形態での発売。
前作『Hot Stuff feat. KM-MARKIT』は4thアルバム『secret』からのリカットシングルであったので、本作がアルバムリリース後初の新曲となった。
オリコン週間チャートでは初登場2位を記録。タイトル曲「Butterfly」は第47回日本レコード大賞で大賞を受賞。またこの年の第56回NHK紅白歌合戦歌唱曲でもある。
男性と抱き合っているジャケット、そして女教師の格好、ローライズの下着を履いて洗車をするシーンなど様々な衣装を着て、ダンスをするPVが話題になり、マスコミでも取り上げられることが多くなる。また歌番組でこの曲を歌う際もセクシーな衣装で出演していた。
この頃からいわゆる「エロかっこいい」という言葉が広まり、女子高生を中心に人気が大きく拡大していく。
曲のコンセプトには、「全ての女性は必ず美しくなれる」という彼女の恋愛哲学が籠められている。
本作から30thシングル「Someday/Boys♥Girls」までのシングルはオリジナル・アルバムに収録されないシングルが続く。
本作で上記の通り2005年のレコード大賞を獲得したが、売上の面で同年に発売された他アーティストの作品や、過去の大賞受賞曲に及ばず（オリコンセールス年間85位）受賞に対し、まだ満足と言う気持ちを示しておらず、「今年は衣装面や露出で注目されたけど、来年はもっと歌唱力面で注目されたいです。」と発言している。

## 収録曲

### CD
（全作詞：Kumi Koda）
1. Butterfly [4:19]
作曲・編曲：Miki Watanabe
第47回日本レコード大賞の金賞にノミネートされ、見事大賞を受賞する。また、同じくこの曲でNHK紅白歌合戦の初出場を飾っている。
2. Your Sunshine [3:40]
作曲：JUNPEI TAKADA FROM B・WORKS
編曲：Toru Watanabe
3. 大切な君へ [4:30]
作曲：Daisuke Miyachi
編曲：Yuichi Ono、Daisuke Miyachi
カップリング曲でありながらファンの間では有名な人気曲（隠れ名曲）となっており、ライブでも度々披露している。長らくアルバム未収録状態となっていたが、2007年にリリースされた企画ベスト・アルバム『BEST 〜BOUNCE & LOVERS〜』において初収録となった。
4. Butterfly (Instrumental) [4:18]
5. Your Sunshine (Instrumental) [3:39]
6. 大切な君へ (Instrumental) [4:30]

### DVD
1. Butterfly (MUSIC VIDEO)
「Butterfly」のPVは、2006年5月に行われたMTVジャパンのイベント「MTV Video Music Awards Japan 2006」で「BEST FEMALE VIDEO」「BEST VIDEO OF THE YEAR」の2冠獲得。さらに「Trust you」のPVは「BEST buzzASIA from JAPAN」を獲得しており、合わせて3冠獲得した。
2. Butterfly (MAKING VIDEO)

## タイアップ
- TBS系ドラマ愛の劇場「コスメの魔法2」主題歌 (#1)
（※ 本人ゲスト出演）
- ニベア花王「ニベアボディ薬用ホワイトニングUV」CMソング (#2)
- 日本テレビ系「サンクチュアリ/大人の聖域」エンディングテーマ (#2)
- 日本テレビ系「サンクチュアリ/大人の聖域」テーマソング (#3)

## 収録アルバム
- Butterfly
  - 『BEST 〜first things〜』
  - 『BEST 〜2000-2020〜』
- 大切な君へ
  - 『BEST 〜BOUNCE & LOVERS〜』

## 収録ライブ映像
- Butterfly
  - 『secret 〜FIRST CLASS LIMITED LIVE〜』
  - 『LIVE TOUR 2005 〜first things〜 deluxe edition』
    - 『BEST 〜second session〜』(LIMITED EDITIONのみ付属)
    - 『MY NAME IS...』(ファンクラブ限定盤)

  - 『KODA KUMI LIVE TOUR 2006-2007 〜second session〜』
  - 『KODA KUMI LIVE TOUR 2007 〜Black Cherry〜 SPECIAL FINAL in TOKYO DOME』
  - 『KODA KUMI LIVE TOUR 2008 〜Kingdom〜』
  - 『KODA KUMI SPECIAL LIVE “Dirty Ballroom” 〜One Night Show〜』(TRICK)
  - 『KODA KUMI 2009 TAIWAN』(メドレー)
  - 『KODA KUMI LIVE TOUR 2009 〜TRICK〜』(メドレー)
  - 『KODA KUMI LIVE TOUR 2010 〜UNIVERSE〜』(メドレー)
  - 『KODA KUMI 10th Anniversary 〜FANTASIA〜 in TOKYO DOME』(メドレー)
  - 『KODA KUMI LIVE TOUR 2011 〜Dejavu〜』(メドレー)
  - 『KODA KUMI Premium Night 〜Love & Songs〜』
  - 『KODA KUMI LIVE TOUR 2013 〜JAPONESQUE〜』(メドレー)
  - 『Koda Kumi Hall Tour 2014 〜Bon Voyage〜』
  - 『Koda Kumi 15th Anniversary First Class 2nd LIMITED LIVE at STUDIO COAST』(WALK OF MY LIFE、ファンクラブ限定盤)
  - 『KODA KUMI LIVE TOUR 2016 〜Best Single Collection〜』
  - 『KODA KUMI 20th ANNIVERSARY TOUR 2020 MY NAME IS...』(メドレー)
  - 『billboard classics KODA KUMI Premium Symphonic Concert 2022 @festival hall』(WINGS)
- 大切な君へ
  - 『KODA KUMI LIVE TOUR 2006-2007 〜second session〜』
  - 『KODA KUMI LIVE TOUR 2007 〜Black Cherry〜 SPECIAL FINAL in TOKYO DOME』